# Heavy Barrel
 (octobre 2011).
Si vous disposez d'ouvrages ou d'articles de référence ou si vous connaissez des sites web de qualité traitant du thème abordé ici, merci de compléter l'article en donnant les références utiles à sa vérifiabilité et en les liant à la section « Notes et références ».
Heavy Barrel (ヘビー・バレル) est un jeu d'arcade développé par Data East.

## Scénario et système de jeu
Les terroristes ont saisi le contrôle du complexe souterrain d'un site de missiles nucléaires, et c'est au joueur de s'infiltrer dans la base et tuer le chef ennemi. Les joueurs commencent armés d'un pistolet laser avec des munitions illimitées et un stock limité de grenades. Des améliorations des armes ainsi que des power-ups pour la grenade sont disponibles dans le jeu. Celles-ci sont bien en vue ou dans des coffres qui doivent être débloqués en utilisant des clés. Les coffres peuvent contenir des orbes ou l'un des six morceaux du super canon lourd. Comme Ikari Warriors de SNK, la version arcade originale utilise un stick rotatif.
Le jeu tire son nom du super canon lourd qui, une fois les six pièces réunies, possède une énergie capable de détruire n'importe quel ennemi dans le jeu avec un seul tir (à l'exception du boss final, et peut-être quelques boss intermédiaires qui peuvent avoir besoin de deux salves). L'arme couvre un grand angle de tir et peut être tirée aussi vite qu'un tir classique. Cependant, après trente secondes d'utilisation, son énergie est épuisée, et le porteur revient à son armement précédent. Sa plus grande utilité est contre les boss, et cette arme peut être assemblée à plusieurs reprises durant la partie (probablement trois ou quatre fois). Dans un jeu à deux joueurs, c'est celui qui recueille la sixième pièce qui est équipé avec le canon lourd.

## Portages
- Heavy Barrel a été porté sur Apple II et DOS en 1989. La version NES a été publiée au Japon et aux États-Unis par Data East en 1990.

- En 1989, Heavy Barrel a été porté sur le Commodore 64 par FACS, une petite entreprise du Michigan. Le moteur graphique et une bonne partie de gameplay a été mis en place, mais la société de développement a fait faillite avant que le projet soit arrivé à son terme.

- En février 2010, Majesco Entertainment a réalisé un portage de Heavy Barrel pour la Wii dans un disque compilant plusieurs jeux : Data East Arcade Classics. Mais ce jeu n’est sorti qu'aux États-Unis.

## Sources
- (en) Cet article est partiellement ou en totalité issu de l’article de Wikipédia en anglais intitulé « Heavy Barrel » (voir la liste des auteurs).